# 普朗特-格勞爾奇點

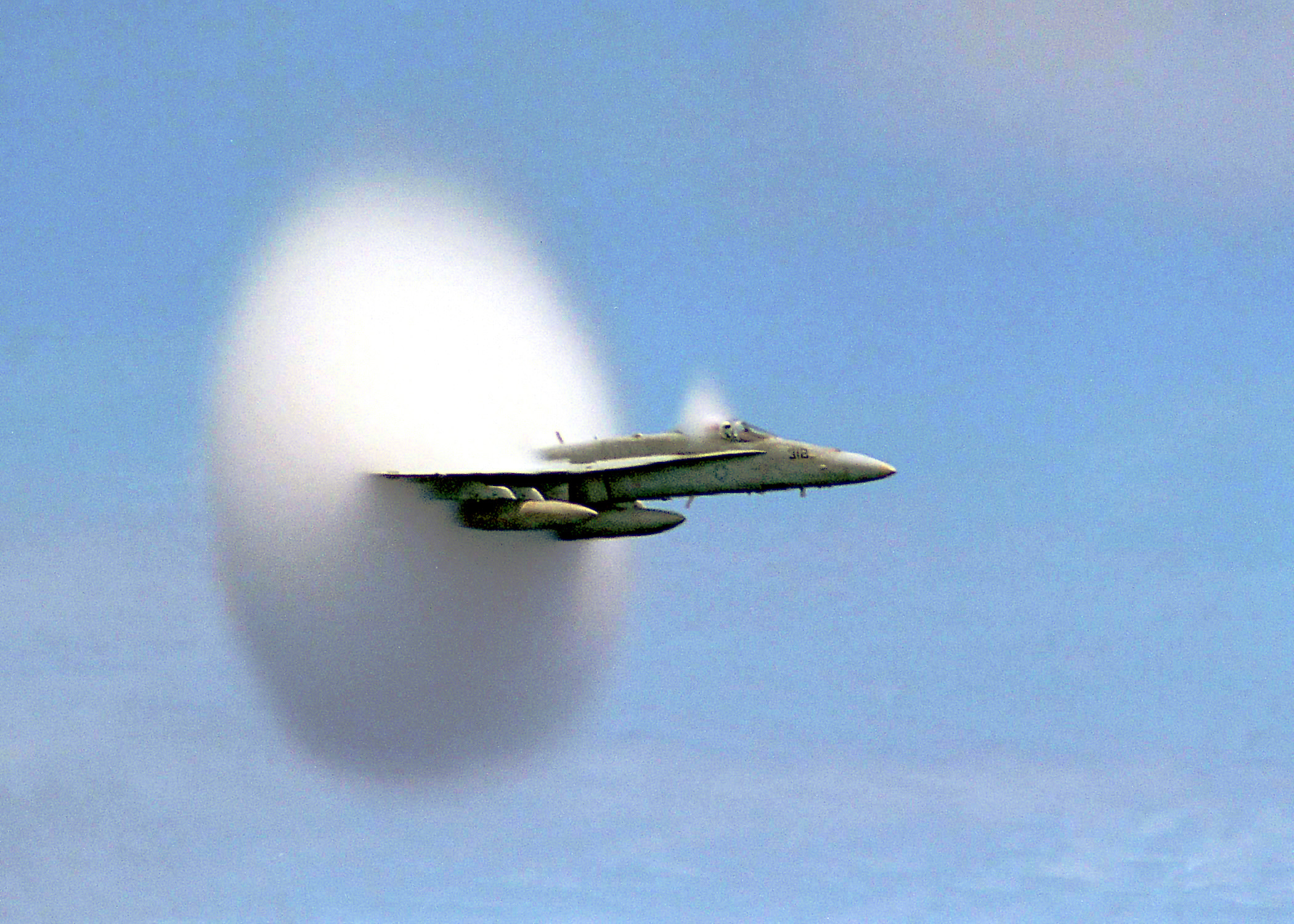
一架突破音障的F/A-18戰機展現了普朗特-格勞爾奇點效應。

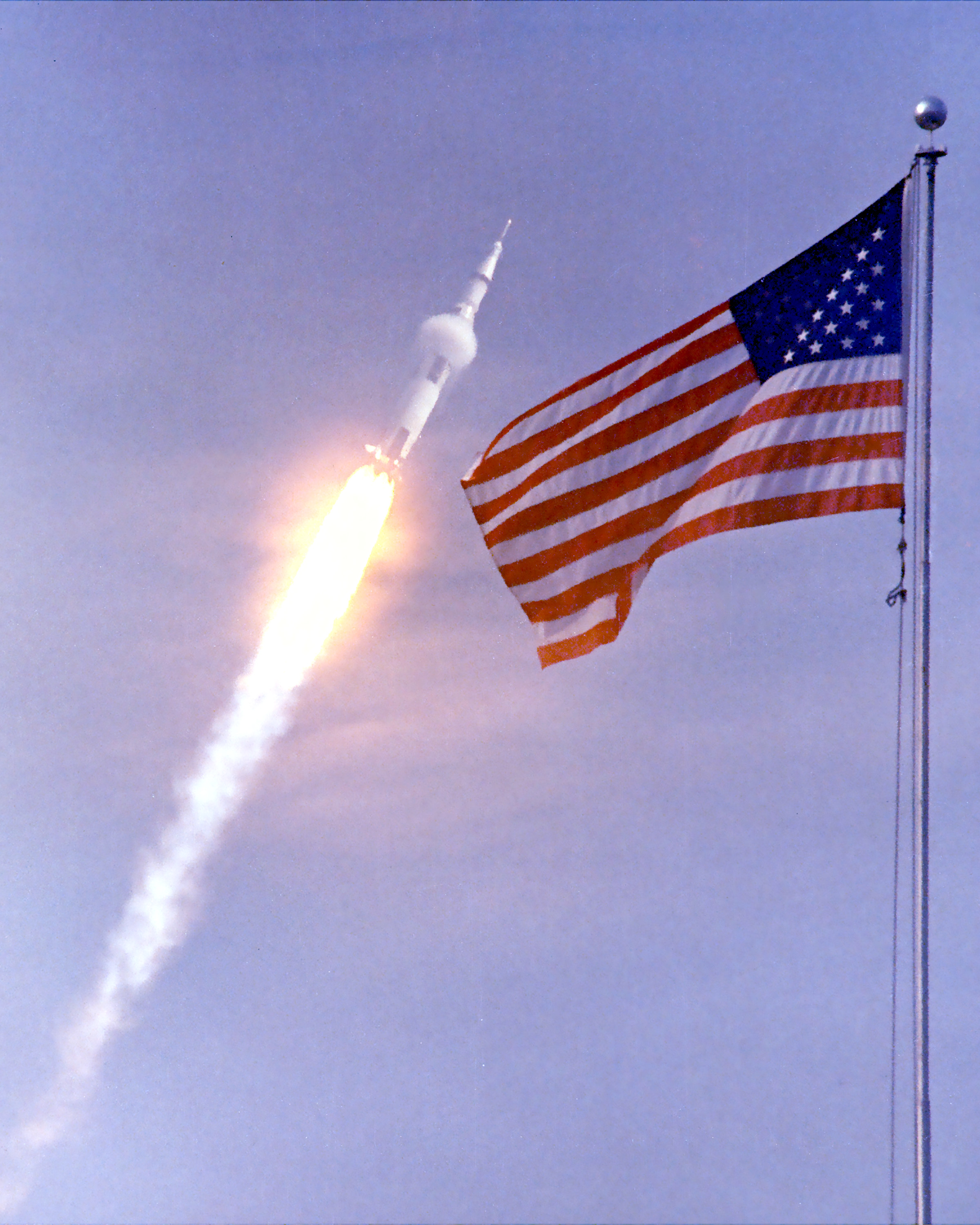
奇點效應展現在阿波羅11號升空，速度突破1馬赫時。

在十字路行動代號「Baker」的核彈試爆中，高速膨脹的空氣引發了這種奇點效應。

普朗特-格勞爾奇點（英語：Prandtl–Glauert singularity，簡稱）有時被稱為錐狀雲、衝擊領或衝擊鞘。
當航空器以突破音速的高速巡航時，前端會短暫出現錐形的冷凝雲。一般認為氣壓突然下降是造成這種現象的主因，但由於機制未完全明朗，因此這種現象是空氣動力學上的一個奇點。
太空梭發射25秒至33秒之後，速度超過音速，即可見冷凝雲出現在前緣。一些核子試爆的檔案影片也記錄了這種效應，1946年美國十字路行動進行水下試爆，核爆所產生的衝擊波前端形成了短暫的冷凝霧雲。這種雲被稱為「威爾遜雲」，因為看起來與威爾遜雲室中的現象類似。現代超高旁通比噴射引擎的扇葉，在起飛全速運轉時也可見這種效應。
高速衝擊之下的空氣可被視為是處於絕熱過程之下的，因此壓力變化會引發空氣溫度的改變。在潮濕的空氣裡，衝擊波中空氣最稀薄的部分（貼近航空器的區域）溫度會降至露點以下，使得空氣中的水份快速凝結，形成可見的霧錐。壓力的改變離航空器越遠越小，因此凝結現象只會出現在航空器的前端周遭，並呈錐狀。

## 外部連結
- YouTube上的Vapor Cone
- Wilk4: Breaking the Sound Barrier (and Vapor Cones around Jets) （页面存档备份，存于）
- YouTube上的F-18 Hornet High-Speed (Transonic) Flyby
- F-22 with trailing Vapor Cone